# Clive Green
Clive Peter Green (sinh ngày 6 tháng 12 năm 1959 ở Portsmouth) là một cầu thủ bóng đá người Anh thi đấu ở Football League, ở vị trí tiền đạo.